# Mỹ Lợi B
Mỹ Lợi B là một xã thuộc huyện Cái Bè, tỉnh Tiền Giang, Việt Nam.
Xã có diện tích 18,84 km², dân số năm 1999 là 6617 người, mật độ dân số đạt 351 người/km².

## Ảnh

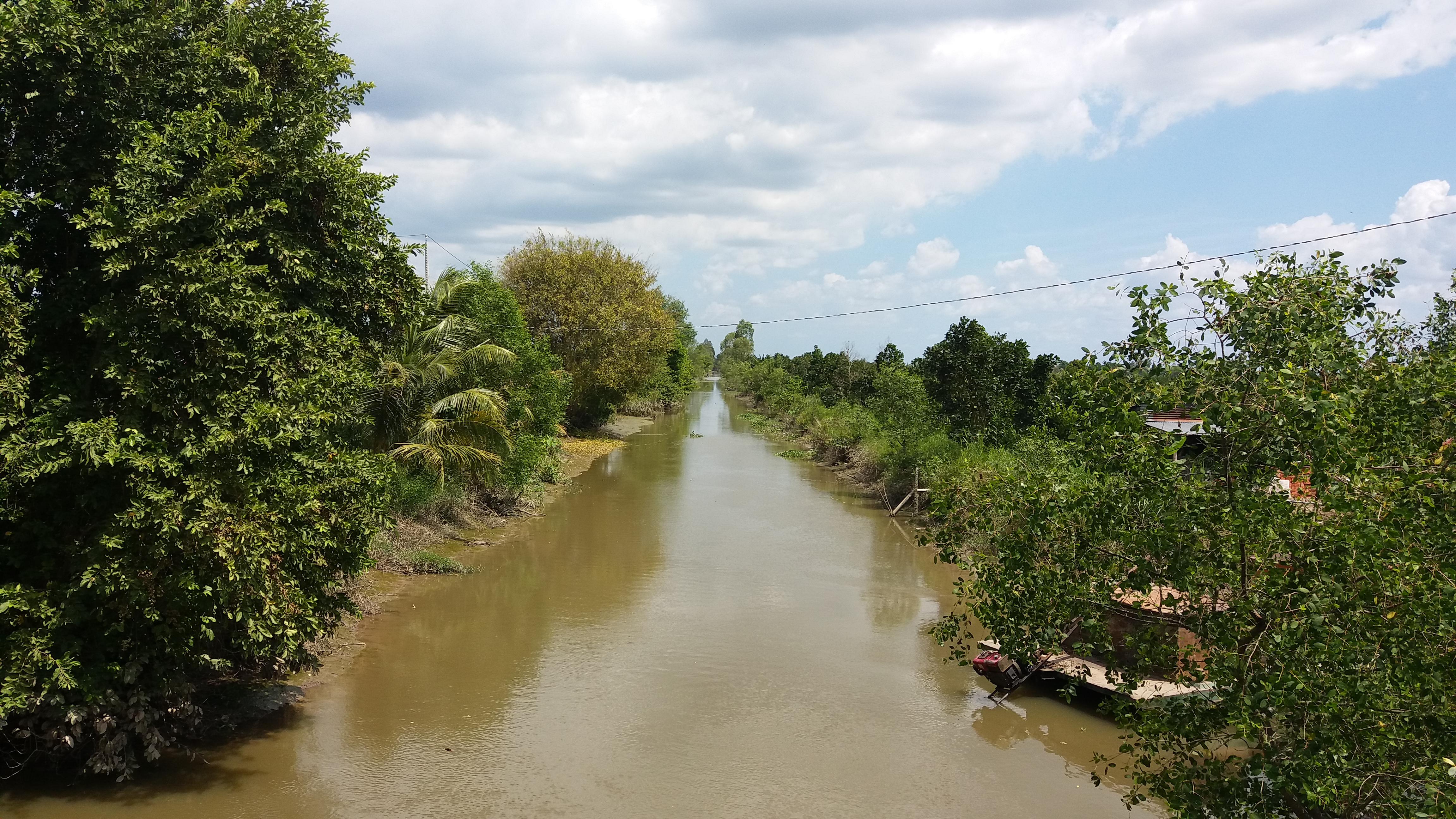
Một con kênh trong xã Mỹ Lợi B.
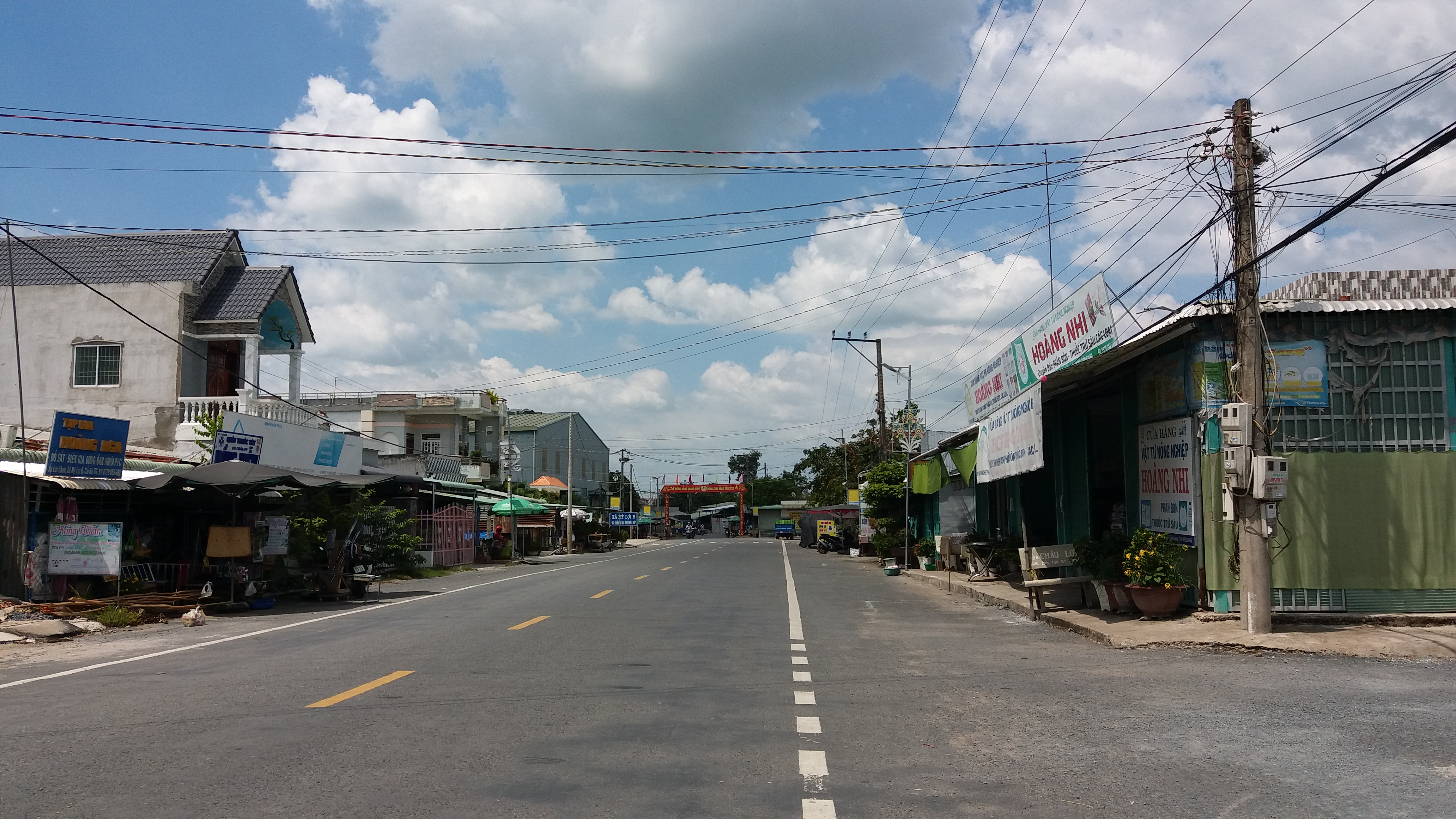
Khu vực chợ xã Mỹ Lợi B, huyện Cái Bè
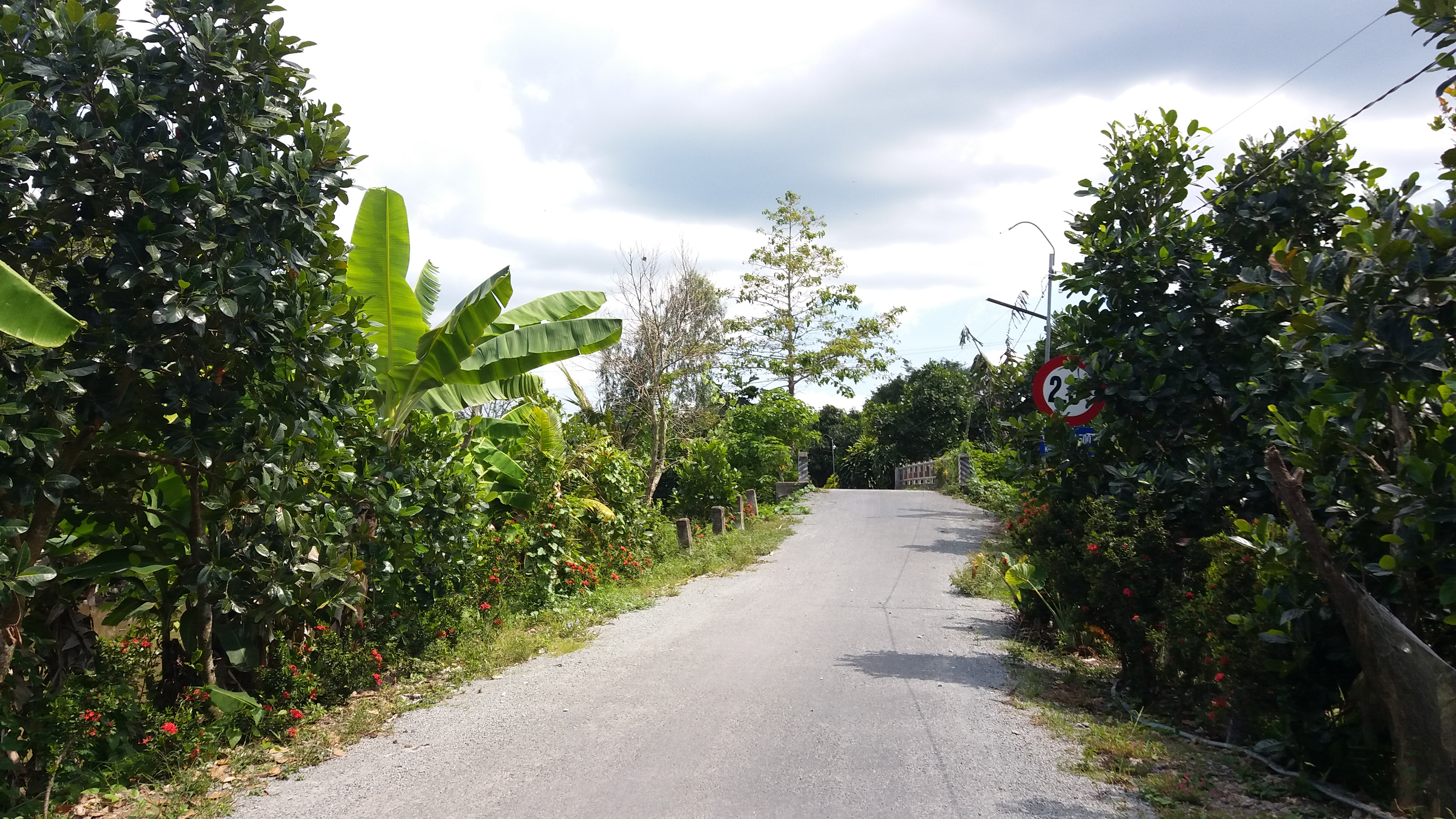
Huyện lộ 79B